# 캘리포니아주 대법원

캘리포니아주 대법원 인장

캘리포니아주 대법원(Supreme Court of California)은 캘리포니아주의 주 법원 중 가장 높고 최종적인 항소 법원이다. 본부는 샌프란시스코의 얼 워렌 빌딩에 위치하고 있지만, 로스앤젤레스와 새크라멘토에서도 정기적으로 회의를 개최한다. 대법원의 결정은 캘리포니아주의 다른 모든 주 법원에 구속력을 가진다. 1850년 이후 대법원은 불법행위, 물권법, 민권 및 헌법적 권리, 형법 등 다양한 분야에서 영향력 있는 판결을 많이 내렸다.

## 구성
초기 1849년 캘리포니아 헌법에 따라, 대법원은 최고법원장 1명과 부판사 2명으로 시작되었다. 1862년에 대법관은 5명으로 확대되었다. 현재 1879년 헌법에 따라, 대법관은 부판사 6명과 최고법원장 1명으로 확대되어 현재 총 7명으로 구성된다. 대법관은 주지사가 임명하며 재임 인준 투표를 거친다.
캘리포니아 헌법에 따르면, 캘리포니아의 모든 판사와 마찬가지로, 임명을 고려하는 사람은 캘리포니아에서 변호사로 활동하거나 임명 전 10년 동안 캘리포니아 법원의 판사로 재직한 경험이 있어야 한다.
공석을 채우기 위해 주지사는 먼저 캘리포니아주 변호사협회의 사법후보자평가위원회에 후보자의 이름을 제출해야 하며, 이 위원회는 후보자에 대한 철저하고 기밀적인 평가를 준비하여 회신한다. 다음으로 주지사는 후보자를 공식적으로 지명하며, 지명된 후보자는 사법임명위원회(캘리포니아 최고법원장, 캘리포니아주 법무장관, 캘리포니아 항소법원의 선임 재판장으로 구성)의 평가를 받아야 한다. 위원회는 공개 청문회를 개최하고 지명자의 자격에 만족하면 지명을 확인한다. 지명자는 즉시 기존의 공석을 채우거나 다음 사법 임기 시작 시 퇴임하는 대법관을 교체할 수 있다.
사법 임기 도중에 발생한 공석을 채우기 위해 지명된 후보자가 확정되면, 다음 주지사 선거에서 재임 인준 투표를 받아야 한다. 유권자들은 해당 대법관이 남은 임기 동안 재직할지 여부를 결정한다. 임기가 끝나면 대법관은 전체 12년 임기를 위해 다시 주 전역에서 재임 인준 투표를 거쳐야 한다. 만약 다수가 "반대"를 표결하면, 그 자리는 공석이 되며 주지사가 채울 수 있다.
유권자들은 가끔 대법관을 재임시키지 않는 권한을 행사했다. 로즈 버드 최고법원장과 크루즈 레이노소, 조지프 그로딘 부판사는 사형에 강력히 반대하여 1986년 총선에서 해임되었다. 새로 재선된 조지 듀크미지언 주지사는 부판사 맬컴 M. 루카스를 최고법원장으로 승진시키고 새로운 부판사 세 명을 임명할 수 있었다(루카스의 이전 자리를 대체할 한 명과 레이노소 및 그로딘을 대체할 두 명).

### 구조
1879년부터 1966년까지 대법원은 주 헌법에 따라 제1부와 제2부라는 두 개의 3인 대법관 패널로 나뉘었다. 최고법원장은 사건을 패널 간에 균등하게 배분했으며, 전체 대법관들이 합동으로 심리할 사건을 결정하기도 했다. 1920년대 후반에 대법원은 모든 항소 사건을 합동으로 심리하는 방식으로 점진적으로 전환했으며, 1941년에 두 가지 예외적인 경우에 다시 부서별로 심리하려고 시도한 적이 있다. 1966년에 부서 시스템이 공식적으로 폐지된 것은 대법원이 이미 오랫동안 실제로 운영되던 방식을 단지 확인해 준 것에 불과하다.

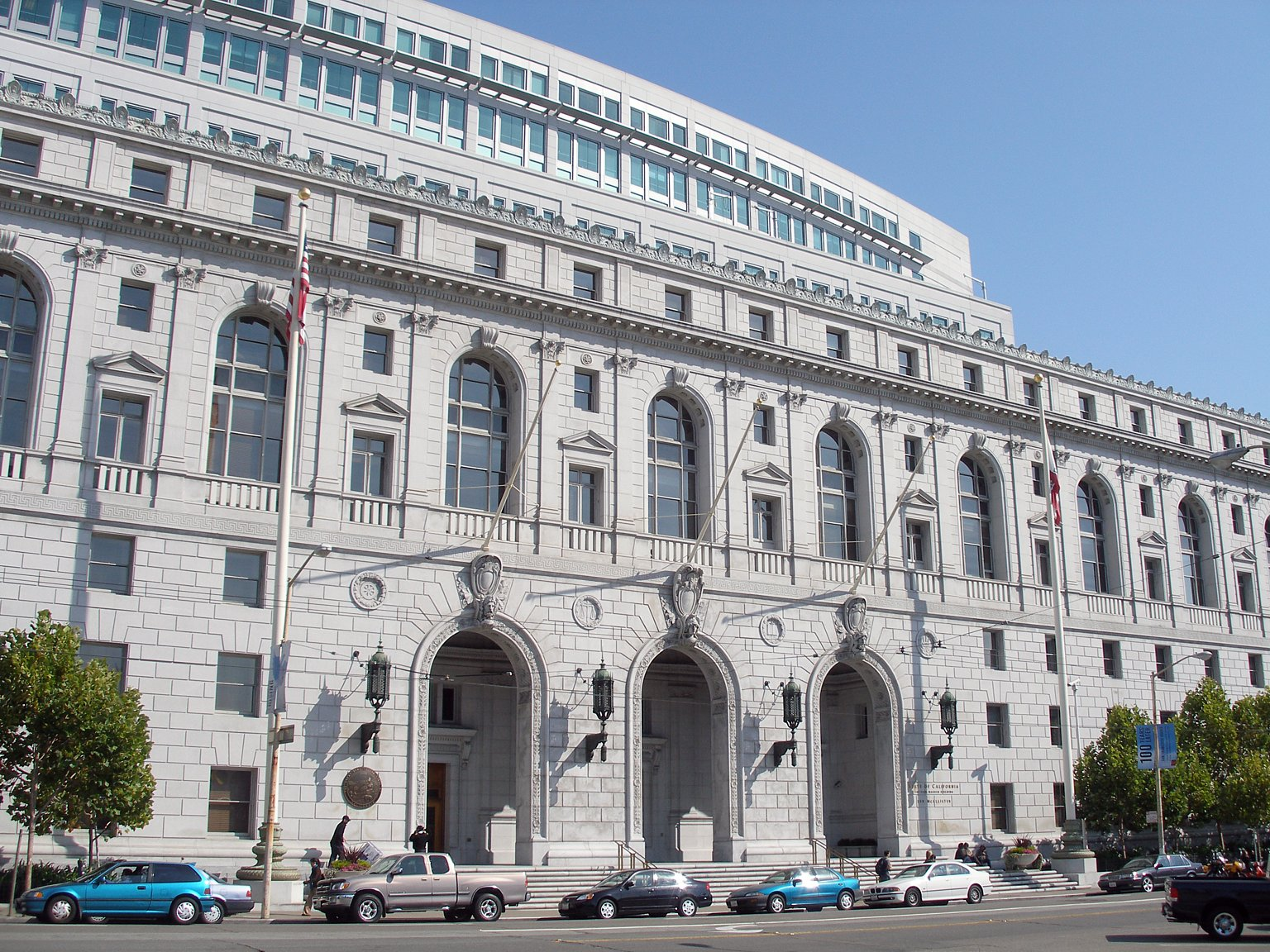
샌프란시스코의 대법원 본부인 얼 워렌 빌딩 및 법원 건물. 이 건물은 캘리포니아주 제1항소법원과 공유한다.

 구두 변론은 항소 사건의 전원합의체 심리에만 의무적이었으므로, 많은 항소 사건은 3인 대법관 부서에서 서면 변론만으로 결정되었다. 그러나 주 헌법은 최종 판결을 위해 부서 결정이 만장일치여야 한다고 규정했다. 반대 의견이 있으면 자동으로 전원합의체 심리가 시작되었다. 1966년 헌법 개정 이후, 대법원은 현재 모든 항소 사건을 심리할 때 전원합의체(7인 전체)로 심리한다. 대법원에 공석이 있거나, 특정 사건에서 대법관이 기피하는 경우, 최고법원장이 캘리포니아 항소법원 대법관을 개별 사건에 대해 순환 방식으로 대법원에 배정한다.
모든 대법관이 특정 사건에서 기피하는 경우의 절차는 시간이 지남에 따라 다양하게 변했다. 1992년의 한 사건에서는 최고법원장이 항소법원 관할 구역의 수석 판사(사건이 발생한 곳과 다른)에게 해당 관할 구역에서 다른 6명의 항소법원 판사를 선정하도록 요청했으며, 이들은 해당 사건을 결정하기 위한 임시 대법원을 구성했다. 그러나 아놀드 슈워제네거 주지사가 직무집행명령을 구하는 사건(슈워제네거 대 항소법원(엡스타인))에서 모든 대법관이 기피했을 때, 동일한 관할 구역이 아닌 정기 순환 방식에 따라 7명의 항소법원 판사가 선정되었고, 그 중 최선임 판사가 임시 최고법원장으로 활동했으며, 이 임시 대법원은 결국 명령 청원을 기각했다. 최근의 또 다른 사건(말라노 대 치앙)에서는 퇴직한 항소법원 판사들의 급여 문제(2016-2017 회계연도까지의 문제 포함)에 대한 검토 요청에서 모든 대법관이 기피하자, 대법원은 2017년 7월 1일 이후 임명된 상급 법원 판사 풀에서 6명의 판사를 선정하여 6명의 현직 판사를 대체하도록 명령했으며, 해당 그룹의 최선임 판사가 임시 최고법원장으로 활동했다. 이 임시 대법원은 결국 검토 요청을 기각했다.

### 구성원
| 대법관                      | 출생                   | 합류            | 임기 종료 | 임명자                     | 법학대학원   |
| --------------------------- | ---------------------- | --------------- | --------- | -------------------------- | ------------ |
| 패트리샤 게레로, 최고법원장 | 1971년 12월 7일(53세)  | 2022년 3월 28일 | 2034      | 개빈 뉴섬 (민주당)         | 스탠퍼드     |
| 캐롤 코리건                 | 1948년 8월 16일(76세)  | 2006년 1월 4일  | 2030      | 아놀드 슈워제네거 (공화당) | UC 로스쿨 SF |
| 굿윈 류                     | 1970년 10월 19일(54세) | 2011년 9월 1일  | 2034      | 제리 브라운 (민주당)       | 예일         |
| 레온드라 크루거             | 1976년 7월 28일(49세)  | 2015년 1월 5일  | 2030      | 제리 브라운 (민주당)       | 예일         |
| 조슈아 그로반               | 1973년 8월 15일(51세)  | 2019년 1월 3일  | 2026      | 제리 브라운 (민주당)       | 하버드       |
| 마틴 젠킨스                 | 1953년 11월 12일(71세) | 2020년 12월 4일 | 2034      | 개빈 뉴섬 (민주당)         | USF          |
| 켈리 에반스                 | 1968년 7월 9일(57세)   | 2023년 1월 2일  | 2026      | 개빈 뉴섬 (민주당)         | UC 데이비스  |

| 최고법원장 패트리샤 게레로 | 부판사 캐롤 코리건 | 부판사 굿윈 류 | 부판사 레온드라 크루거 | 부판사 조슈아 그로반 | 부판사 마틴 젠킨스 | 부판사 켈리 에반스 |

1. ↑  Took office as Chief Justice on January 2, 2023 after being elevated by Governor Newsom.

현재 6명의 대법관은 민주당(류, 크루거, 그로반, 젠킨스, 게레로, 에반스)에 의해 임명되었고, 1명은 공화당(코리건)에 의해 임명되었다.
아프리카계 미국인 대법관 3명(크루거, 젠킨스, 에반스), 동아시아계 미국인 대법관 1명(류), 비히스패닉 백인 대법관 2명(코리건, 그로반), 라틴계 대법관 1명(게레로)이 있다. 대법관 중 한 명은 캘리포니아 대학교(게레로 - 버클리)에서 학사 학위를 취득했으며, 다섯 명은 캘리포니아 내 사립 대학(코리건 - 홀리 네임스, 류, 그로반, 에반스 - 스탠퍼드, 젠킨스 - 샌타클래라)에서 학위를 취득했고, 한 명은 주외 사립 대학(크루거 - 하버드)에서 학위를 취득했다. 대법관 중 두 명은 캘리포니아 대학교 법학대학원(코리건 - UC 로스쿨 SF, 에반스 - 데이비스)에서 법학 학위를 취득했으며, 두 명은 캘리포니아 사립 대학(게레로 - 스탠퍼드, 젠킨스 - 샌프란시스코 대학교)에서, 세 명은 주외 사립 대학의 법학대학원(류, 크루거 - 예일, 그로반 - 하버드)에서 법학 학위를 취득했다.
가장 최근에 대법원에 합류한 인물은 부판사 켈리 에반스로, 2023년 1월 2일 취임하여 당시 부판사였던 패트리샤 게레로가 최고법원장으로 승진한 자리를 대체했다. 2023년에 게레로는 최고법원장을 지낸 최초의 라틴계 인물이 되었다.
대법원은 2011년부터 2017년까지 처음으로 여성 다수 판사를 가졌다. 이 여성 다수는 2011년 아놀드 슈워제네거 공화당 주지사가 최고법원장 타니 칸틸-사카우예를 임명하면서 달성되었는데, 그녀는 조이스 L. 케나드 판사(조지 듀크미지언 공화당 주지사 임명), 캐스린 워더가 판사(피트 윌슨 공화당 주지사 임명), 캐롤 A. 코리건 판사(슈워제네거 임명)와 함께 근무했다. 2014년 케나드가 퇴임했을 때, 제리 브라운 민주당 주지사는 레온드라 크루거를 그녀의 후임으로 임명하여 여성 다수를 유지했다. 이 첫 여성 다수는 2017년 워더가의 퇴임과 브라운이 그녀의 후임으로 그로반을 임명하면서 끝났지만, 두 번째 여성 다수는 2022년 마리아노-플로렌티노 쿠엘라르를 대체하여 게레로가 취임하면서 다시 수립되었다.

## 운영

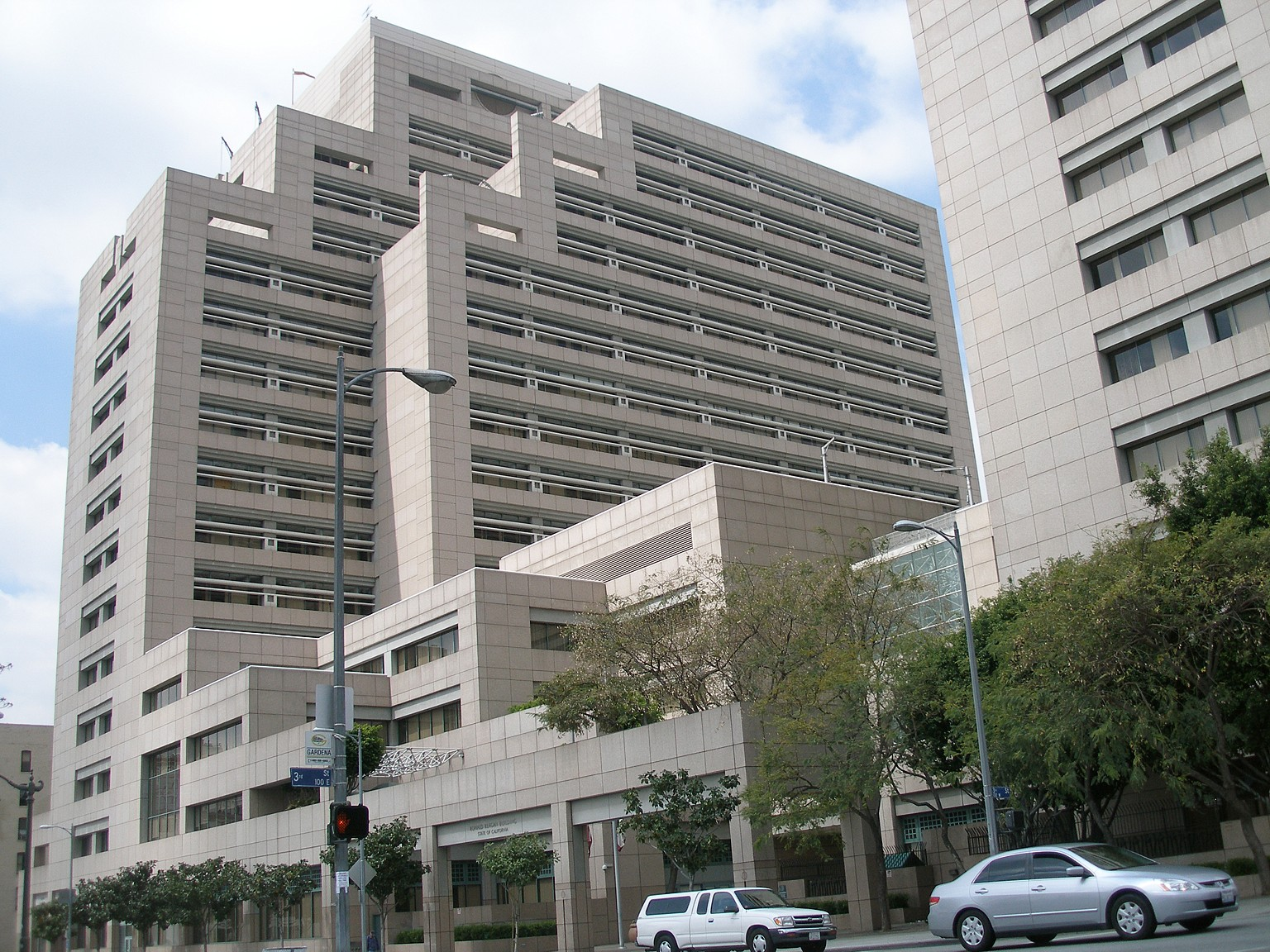
로널드 레이건 주 청사. 로스앤젤레스에 있는 대법원의 분원이며, 제2항소법원과 공유한다.

### 관할권
캘리포니아 헌법은 모든 사형 선고 사건에 대해 대법원에 의무적이고 독점적인 항소 관할권을 부여하지만, 대법원은 사형 항소를 캘리포니아 항소법원에 배정할 수 있도록 하는 주 헌법 개정안을 후원했다. 대법원은 항소법원에서 검토한 모든 사건에 대해 재량적 관할권을 가진다. 항소법원은 대법원의 업무 부담을 덜어주기 위해 1904년 헌법 개정으로 신설되었으며, 이를 통해 대법원은 중요한 법적 문제를 포함하는 비경미한 항소 사건에 집중할 수 있게 되었다.
굿윈 류 대법관의 연구에 따르면, 매년 대법원은 이송 영장 청원 5,200건과 인신보호청원 3,400건, 그리고 사형수 수감자로부터의 추가 청원 40건을 평균적으로 처리한다. 평균적으로 대법원은 83건의 사건을 심리하기로 결정하며, 20명의 새로운 사형수 수감자로부터의 항소는 의무적으로 심리해야 한다. 매주 대법원은 150~300건의 청원에 대해 투표하며, 직원이 추천하는 "A 목록"과 미국 제9연방순회항소법원의 심사명령에 특별한 주의를 기울인다.

### 내부 절차
대법원은 연중무휴로 운영된다 (일반적으로 법정 연도를 지키는 관할 구역에서 흔히 볼 수 있는 "회기" 동안만 운영되는 것과 달리). 대법원은 매달 최소 일주일 동안, 1년에 10개월 동안(7월과 8월 제외) 구두 변론을 심리한다. 1874년부터 샌프란시스코에 본부를 두고 있다. 1878년부터 매년 샌프란시스코(4개월), 로스앤젤레스(4개월), 새크라멘토(2개월)에서 정기적으로 구두 변론을 심리해 왔다.
류 대법관에 따르면, 사건이 심리 승인을 받으면 최고법원장은 사건을 대법관에게 배당하고, 해당 대법관은 당사자들이 서면 변론을 마친 후 초안 의견을 작성한다. 각 대법관은 초안 의견에 대한 예비 답변을 작성하고, 만약 배당된 대법관이 소수 의견이라면 최고법원장에게 다수 의견을 가진 사람에게 사건을 재배당해 달라고 요청할 수 있다. 그 후 대법원은 구두 변론을 심리하고, 즉시 단독으로 회의하여 투표한다. 캘리포니아 헌법은 대법원이 90일 이내에 결정을 제출하지 못하면 대법관의 급여를 정지하도록 요구한다. 대법원은 77%의 사건에서 만장일치 의견을 발표하는데, 이는 미국 연방 대법원의 43%에 비해 높은 수치이다.
연중(7월과 8월 포함) 대법관들은 대법원이 구두 변론을 심리하지 않는 매주 수요일에 회의를 개최하며, 11월과 12월의 마지막 주(추수감사절과 새해)는 예외이다. 새로운 의견은 월요일과 목요일 오전 10시에 온라인으로 공개된다. 종이 사본도 그 시각에 서기 사무실에서 구할 수 있다.
대법원은 미국 대법원을 제외하고 보고서 세 권에 정기적으로 의견이 게재되는 특권을 누리는 몇 안 되는 미국 법원 중 하나이다. 대법원의 판결 보고서는 민간 출판사(현재 렉시스)와 계약하여 공식 보고서인 캘리포니아 보고서를 발행하고 있으며, 현재 5차 시리즈에 이르렀다. 참고로, 시리즈 번호는 출판사가 바뀔 때마다 변경되지만, 5차 시리즈로의 최근 변경은 보고서 변경을 수반하지 않았다. 웨스트는 캘리포니아 판결을 캘리포니아 보고서(2차 시리즈)와 퍼시픽 리포터(3차 시리즈)에 모두 발행한다. (뉴욕 항소법원 의견도 유사하게 세 권의 보고서에 발행된다.)
각 대법관은 5명의 배정된 법원 변호사를 둔다. 1980년대 후반부터 대법원은 전통적인 재판연구원 사용에서 벗어나 영구적인 상근 변호사 체제로 전환했다. 그러나 굿윈 류 대법관과 레온드라 크루거 대법관은 일부 직원 직책에 대해 최근 법학대학원 졸업생들을 1년 기한으로 고용하는 전통적인 방식을 다시 채택했다. 대법원에는 약 85명의 상근 변호사가 있는데, 이들 중 일부는 특정 대법관에게 소속되어 있고 나머지는 중앙 직원으로 공유된다. 이 시스템의 장점은 직원 변호사의 이직률 감소(매년 새로운 재판연구원을 순환시키는 전통적인 시스템에 비해)가 복잡한 사건, 특히 사형 사건을 처리하는 법원의 효율성을 향상시켰다는 것이다.
대법원은 운영 초기 50년 동안 급증하는 사건 처리량에 발맞추기 위해 애썼고 매우 자주 뒤처지다가 1904년에 캘리포니아 항소법원이 설립되었다. 그 결과 1879년 헌법에는 대법원이 모든 사건에 대해 이유를 명시한 서면으로 판결해야 한다는 조항이 생겼고 (경미한 사건의 경우 이유 없이 요약 판결을 내리는 경우가 많았다) 캘리포니아 판사들은 매달 심리 제출된 사건 중 90일 이상 미결 상태로 남아 있는 사건이 없음을 서면으로 증명해야 하며, 그렇지 않으면 급여를 받지 못한다는 조항이 추가되었다. 후자 조항을 준수하기 위해 대법원은 대법관과 그들의 상근 변호사들이 이미 서면 변론을 검토하고, 각자의 입장을 정하고, 초안 의견을 회람할 때까지 구두 변론 일정을 잡지 않는다. 그런 다음, 사건이 대법원에 공식적으로 "변론 및 제출"되면 대법관들은 90일 기한에 도달하기 훨씬 전에 의견을 다듬고 제출할 수 있다. 이는 다른 모든 연방 및 주 항소 법원과는 확연히 다른 관행인데, 이들 법원에서는 서면 변론이 끝난 후 얼마 지나지 않아 구두 변론 일정을 잡을 수 있지만, 구두 변론 후 의견을 제출하는 데 수개월(심지어 1년)이 걸릴 수 있다.

#### 역사적 절차
1885년 3월, 주 의회는 대법원의 압도적인 미결 항소 사건을 처리하는 데 도움을 주기 위해 대법원 위원회 설치를 승인했다. 대법관들은 처음에 세 명의 위원을 고용할 수 있었다. 항소 심리의 전원합의체 심리를 제외하고는 구두 변론이 의무적이지 않았기 때문에, 대법관들은 서면 변론만으로 해결될 수 있는 사건들을 위원들에게 배정하기 시작했다. 1889년에는 위원의 수가 5명으로 확대되었다.
돌이켜보면, 위원들은 1930년대부터 대법원이 고용하기 시작한 재판연구원과 상근 변호사의 중요한 전신으로 볼 수 있다. 현대 관행과 달리, 항소법원 판사들이 자신이 서명한 의견에 대한 소유권을 가지고 직원들은 단순한 유령 작가인 것과 대조적으로, 위원들은 자신의 의견에 공개적으로 서명했다. 위원들이 처리한 약 4,400건의 항소(보고된 3,700건, 미보고 700건)는 모두 한 명의 위원이 서명하고 다른 두 명의 위원이 동의한 의견으로 해결되었다. 의견은 항상 "기록에서 오류를 찾을 수 없으며 판결이 확정되어야 한다"와 같은 권고 처분으로 끝났다. 원래는 그 뒤에 "위의 의견에 명시된 이유로 판결이 확정된다"와 같은 "법원" 이름으로 서명 없는 한 줄짜리 직권 판결문이 붙었다. 1892년부터 각 위원의 의견을 검토하고 간략하게 채택한 세 명의 대법관들도 서명을 하기 시작했다.
위원들은 만성적인 업무 적체를 줄이는 데 부분적으로만 성공했다. 위원회는 또한 비선출 "보조 법원"이라는 비판을 많이 받았다. 항소 업무를 즐기지만 당파적 선거에서 법관직을 유지하기 어려웠던 변호사들은 선출직 법관과 비선출직 위원직 사이를 반복해서 오갔다. 20년 더 논쟁이 있은 후, 주 의회는 주에 중급 항소 법원을 설립할 필요가 있음을 인식하고 이 문제를 유권자들에게 회부했다. 1904년 11월, 상원 헌법 개정안 제2호가 주 유권자들에 의해 승인되어 대법원 위원회를 폐지하고 캘리포니아 항소법원을 설립했다. 다섯 명의 위원들은 1905년에 신설된 항소법원의 초기 아홉 명의 판사 중 한 명으로 모두 즉시 임명되었다.

### 의견의 공표
창립 초기 10년을 제외하고, 대법원은 헌법이나 법률에 의해 모든 의견을 공개해야 할 의무가 없었다. 대법원은 현재 캘리포니아 법원 규칙 8.1105(a)에 명시된 바와 같이 공공 정책의 문제로 모든 의견을 공개하기로 선택한다. 1849년의 원본 캘리포니아 헌법은 대법원이 "적절하다고 간주하는" 모든 의견을 공개할 권한을 부여했으며, 현재 1879년 캘리포니아 헌법은 대법원이 "적절하다고 판단하는" 모든 의견을 공개할 권한을 부여한다. 1850년에는 대법원이 모든 사건에서 의견을 공개하도록 지시하는 법령이 제정되었지만, 1855년에는 대법원이 일부 의견은 보고하지 않도록 지시하기 시작했고, 이 절차는 1860년 법령에 의해 소급하여 승인되었다. 다음 25년 동안 대법원이 제출한 미보고 의견은 1,800건이 넘는다(위원들이 제출한 미보고 의견 700건 포함). 퍼시픽 리포터는 1883년 출범과 함께 대법원의 미보고 의견을 수집하고 공개하기 시작했고, 그 후 대법원은 이에 굴복하여 모든 의견을 다시 공개하는 방식으로 전환했다. 소규모 변호사 그룹이 그 시점까지 대법원과 대법원 위원회가 제출한 모든 미보고 의견을 나중에 회수하여 편집했고, 이는 1913년부터 캘리포니아 미보고 사건(California Unreported Cases)이라는 별도의 7권짜리 보고서로 출판되었다. 이름과는 달리, 이 사건들은 선례로서 인용될 수 있다.

## 부수적 책임
대법원은 캘리포니아 사법평의회와 캘리포니아 사법행정위원회(California Commission on Judicial Performance)를 통해 하급 법원(재판 단계의 캘리포니아 고등법원 포함)을 감독하며, 캘리포니아 변호사협회를 통해 캘리포니아의 법률 전문가들을 감독한다. 모든 변호사 등록은 캘리포니아 변호사협회의 추천을 거쳐야 하며, 이는 대법원의 비준을 받아야 한다. 변호사 징계는 캘리포니아 주 변호사 법원에 위임되어 있지만(3년 이상의 정직은 대법원이 독립적으로 결정해야 함), 캘리포니아 변호사협회는 21만 명의 회원을 보유하여 미국에서 가장 큰 규모이며, 그 중 16만 명이 활동하고 있다. 2018년과 2023년에 대법원은 캘리포니아 변호사협회 내의 부패 관행과 관련하여 개혁 지시를 내렸다.
법원은 판결 보고관의 도움을 받아 캘리포니아 항소법원과 고등법원에서 사용할 캘리포니아 스타일 매뉴얼을 발행한다.

## 평판

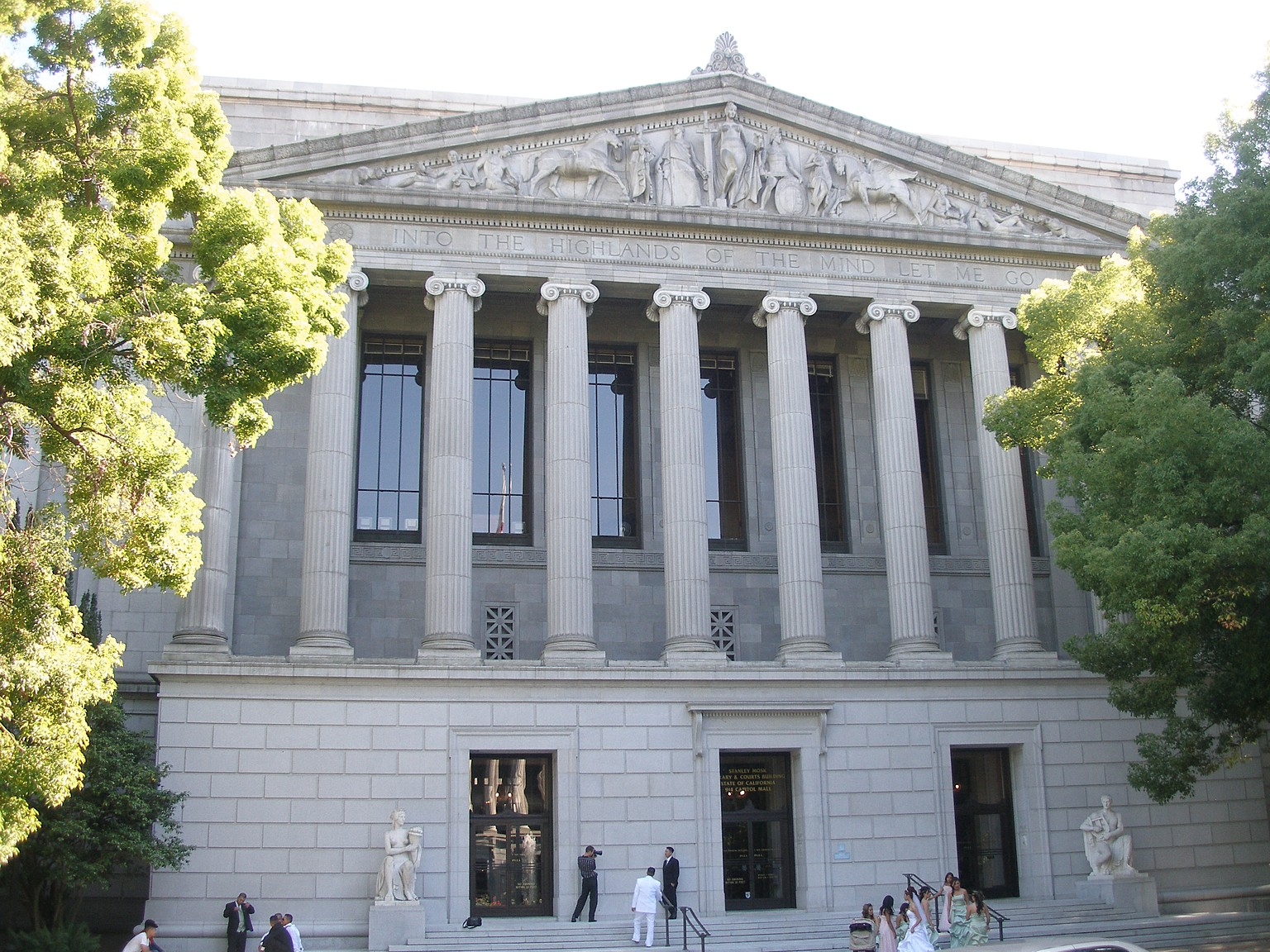
스탠리 모스크 도서관 및 법원 건물. 새크라멘토에 있는 대법원의 분원이며, 제3항소법원과 공유한다.

월스트리트 저널이 1972년에 언급했듯이:
지난 20년간 이 주의 고등법원은 아마도 가장 혁신적인 주 사법부로서 명성을 얻었으며, 형사 사법, 시민 자유, 인종 통합, 소비자 보호 분야에서 다른 주와 연방 법원에 큰 영향을 미치는 선례를 세웠다.
대법원의 요청으로 렉시스 직원이 수행한 통계 분석에 따르면, 캘리포니아 대법원의 판결은 미국 내 어떤 주 대법원의 판결보다도 가장 많이 참조된다. 1940년부터 2005년까지 대법원의 판결 1,260건이 다른 주의 법원에서 명시적으로 참조되었다(이는 해당 법원들이 대법원의 추론을 설득력 있다고 명시적으로 판단하고 자신들의 사건에 적용했음을 의미한다).
결함 제품에 대한 무과실책임, 공정한 절차, 과실의 정신적 가해행위, 사실혼 재산 분할, 보험 불성실, 잘못된 삶 소송, 시장 점유율 책임 등 많은 중요한 법적 개념들이 대법원에 의해 개척되거나 발전되었다.
할리우드와 그 주변의 메이저 영화사들, 그리고 실리콘 밸리의 하이테크 기업들은 모두 대법원의 관할권에 속한다. 따라서 대법원은 이러한 회사들 간 또는 회사들을 상대로 한 여러 사건들뿐만 아니라 할리우드 유명인 및 하이테크 임원과 관련된 여러 사건들을 판결했다.
캘리포니아 대법원과 모든 하급 캘리포니아 주 법원은 연방 법원 및 다른 많은 주 법원과는 다른 글쓰기 스타일과 인용 시스템을 사용한다. 캘리포니아 인용은 당사자 이름과 사건 보고서 참조 사이에 연도를 표기하는데, 이는 연도를 끝에 표기하는 국가 표준(블루북)과 대조된다. 예를 들어, 사실혼 관계 파트너의 기여에 대한 소송 기준을 확립한 유명한 사건인 마빈 대 마빈 사건은 캘리포니아 스타일로 Marvin v. Marvin (1976) 18 Cal.3d 660 [134 Cal.Rptr. 815, 557 P.2d 106]으로 표기되지만, 블루북 스타일로는 Marvin v. Marvin, 18 Cal. 3d 660, 557 P.2d 106, 134 Cal. Rptr. 815 (1976)로 표기된다. 그러나 캘리포니아 인용 스타일은 영국, 캐나다, 호주를 포함한 미국 이외의 관습법 관할권에서는 항상 일반적인 기준이었다.
미국 대법원 대법관들은 의견 시작 부분에 의견 작성자와 의견에 "동의한" 사람을 표시하는 반면, 캘리포니아 대법관들은 항상 다수 의견 끝에 서명하고 "우리는 동의한다"는 문구와 함께 동의한 대법관들의 이름을 나열한다. 캘리포니아 판사들은 전통적으로 의견에 특정 비문법적 용어를 사용하지 않아야 하는데, 이는 판사들과 주 공식 보고관 편집자들 사이에 당황스러운 논쟁을 야기했다. 캘리포니아는 전통적으로 en banc, certiorari, mandamus와 같은 특정 프랑스어 및 라틴어 구절 사용을 피하므로, 캘리포니아 판사 및 변호사들은 대신 "in bank", "review", "mandate"를 사용한다(비록 "in bank"는 1974년 이후 매우 드물게 사용되게 되었지만).
마지막으로, 대법원은 항소법원의 의견을 "출판 취소"할 권한이 있다(연방 법원의 특정 "미출판" 의견을 연방 사건 보고서에 전혀 출판하지 않는 관행과 대조적). 이는 해당 의견이 이미 공식 주 보고서에 출판되었더라도, 오직 당사자들에게만 구속력을 가질 것이라는 의미이다. 선례구속의 원칙은 적용되지 않으며, 명시된 새로운 규칙은 향후 사건에 적용되지 않는다. 마찬가지로, 캘리포니아 대법원은 처음에는 공개되지 않았던 캘리포니아 항소법원의 의견을 "공개"할 권한도 가지고 있다.

## 중요 판례
캘리포니아 대법원은 1850년 이래로 중요하고 영향력 있는 판결들을 내놓았다. 다음은 연대순으로 나열된 가장 중요하고 영향력 있는 대법원 판결 중 일부이다. 다음 대법원 판결 중 대부분은 미국 또는 세계에서 최초로 내려진 중요한 판결들이었다.
- 피플 대 홀 (1854):[42] 백인 남성이 중국인 살인 혐의로 기소되었더라도 중국인이 백인 남성에게 불리한 증언을 할 수 없다고 판결한 사건; 1873년 주법에 의해 사실상 폐기되었다. 홀 사건은 "캘리포니아 항소법원 판결 기록에서 찾을 수 있는 가장 공격적인 인종차별적 수사"와 "역사상 최악의 법령 해석 사건"으로 묘사된다.[43]
- 휴스턴 대 윌리엄스 (1859):[44] 캘리포니아 헌법 하에서 권력 분립에 관한 선례가 되는 사건[45]
- 에스콜라 대 코카콜라 병입 회사 (1944):[46] 당시 부판사 로저 트레이너는 이제 유명한 동의 의견에서 대법원이 보증과 같은 법적 허구를 없애고 공공 정책의 문제로 결함 제품에 대해 무과실책임을 부과해야 한다고 제안했다.
- 페레즈 대 샤프 (1948):[47] 대법원은 인종간 결혼에 대한 법률적 금지가 위헌이라고 판결했다. 페레즈 사건은 이 문제에 대한 중요한 미국 대법원 판결인 러빙 대 버지니아 사건 (1967)에 직접적인 영향을 미쳤다.
- 섬머스 대 타이스 (1948):[48] 대법원은 두 피고인 중 한 명이 원고의 상해를 일으킨 것이 분명하지만 어느 쪽인지 불분명한 경우, 피고에게 인과 관계를 반증할 부담을 지웠다.
- 퍼시픽 가스 앤드 이 컴퍼니 대 G. W. 드레이지 앤드 리깅 컴퍼니, Inc. (1968):[49] 대법원은 계약이 표면상 애매하지 않을 때도 계약이 애매한지 여부를 판단하기 위해 구두증거를 예비적으로 증거로 채택할 수 있다고 판결했다. 이 판결은 다른 어떤 주의 법원에서도 따르지 않았다.
- 딜런 대 레그 (1968):[50] 대법원은 과실의 정신적 가해행위 (NIED)의 불법 행위를 급진적으로 확장하여, 역사적으로 친척이 사망한 "위험 구역" 내에 있는 원고로 제한되었던 전통적인 형태를 넘어섰다.
- 롤랜드 대 크리스천 (1968):[51] 대법원은 토지에 들어가는 사람들의 유형에 따른 오래된 구별을 폐지하고 과실 불법 행위의 맥락에서 일반적인 주의의무를 부과했다.
- 피플 대 벨러스 (1969):[52] 대법원은 4대3 판결로 낙태를 금지하는 주의 형사 법규가 위헌적으로 모호하다고 판결했다.
- 피플 대 앤더슨 (1972):[53] 대법원은 "잔인하거나 비정상적인 처벌"을 금지하는 주 헌법 조항(연방 헌법의 "잔인하고 비정상적인 처벌" 조항과의 차이점에 유의)에 의존하여 캘리포니아에서 사형을 폐지했다. 주 유권자들은 그 해에 국민 발안인 주민 발의안 17호를 제정하여 앤더슨 판결을 즉시 뒤집었으며, 이는 "잔인하거나 비정상적인" 조항은 유지하되 사형은 잔인하거나 비정상적이지 않다고 선언했다.
- 피치스 대 고등법원 (1974):[54] 대법원은 형사 피고인이 체포관의 인사 파일에 접근할 권리가 있다고 판결했는데, 이는 피고인이 진술서에서 체포관이 과도한 무력을 사용했거나 체포 상황에 대해 거짓말을 했다고 주장하는 경우이다.
- 리 대 옐로 캡 컴퍼니 (1975):[55] 대법원은 비교 과실을 캘리포니아 불법행위법의 일부로 받아들이고 엄격한 과실 기여를 거부했다.
- 타라소프 대 캘리포니아 대학교 리젠츠 (1976):[56] 대법원은 정신 건강 전문가들이 환자에 의해 신체적 해를 입을 위험에 처한 개인을 보호할 의무가 있다고 판결했다. 1974년의 원심 판결은 위협을 받는 개인에게 경고할 것을 명령했지만, 1976년의 재심에서는 잠재적 피해자에게 위협을 반드시 알릴 필요는 없는 "보호 의무"를 요구하는 판결이 나왔다.
- 마빈 대 마빈 사건 (1976):[57] 대법원은 비혼 관계 계약이 순전히 영리적 성적 서비스에 기반하지 않는 한, 명시적이든 묵시적이든 그 집행 가능성을 지지하는 판결을 내렸다. 다시 말해, 캘리포니아는 사실혼을 인정하지 않지만, 장기간 동거하며 재산을 혼합한 사람들은 부양 및 재산 분할에 대한 혼인과 유사한 계약을 주장하고 증명할 수 있다.
- 로빈스 대 프루니어드 쇼핑 센터 (1979):[58] 대법원은 주 헌법의 폭넓은 언론의 자유권에 사유 쇼핑센터에서의 언론의 자유에 대한 묵시적 권리가 포함된다고 판결했다. 미국 대법원은 이에 대해 주 대법원의 판결이 연방 헌법상 쇼핑센터에 대한 "수용"에 해당하지 않는다고 판결했다.
- 신델 대 애보트 연구소 (1980):[59] 대법원은 대체 가능한 유해 제품 제조업체에 시장 점유율 책임을 부과했다.
- 싱 대 라 추사 (1989):[60] 대법원은 딜런 사건에서 제시된 확장된 NIED 형태에서 벗어나, 방관자 NIED 사건에서 배상을 위한 엄격한 명확한 기준을 부과했다. 싱 판결에는 원고에게 적대적인 광범위한 판례 외의 의견이 포함되어 있었는데, 이는 캘리포니아에서 과실 불법 행위와 정신적 고통 손해 배상의 범위를 더욱 일반적으로 제한했다.
- 무어 대 캘리포니아 대학교 리젠츠 (1990):[61] 대법원은 환자가 자신의 신체 일부로 이루어진 의학적 발견으로 인한 이익에 대해 지적 재산권을 가지지 않는다고 판결했다.
- 웬드랜드 대 웬드랜드 (2001):[62] 대법원은 무능력한 환자를 대신하여 누가 의료 결정을 내려야 하는지에 대한 법적으로 인정된 방법이 없는 경우, 헌법상 생존권과 사생활 보호권이 무능력한 사람에게 특별한 보호를 부여한다고 판결했다.
- 윤트 대 새크라멘토 시 (2008):[63] 대법원은 형사 유죄 판결이 과도한 무력 사용으로 인한 권리 침해 사건에서 개인의 민사 소송 제기 권리를 제한하지 않는다고 판결했다.
- 결혼 사건에서 (2008):[64] 대법원은 성적 지향이 엄격 심사를 요구하는 보호 계층이며, 그러한 심사 하에서 동성 결혼을 금지하는 법률은 주 헌법상 위헌이라고 판결했다. 주 유권자들은 그 해에 주민 발의안 8호를 제정하여 이 판결의 결혼 부분을 뒤집었지만, 차별 보호는 그대로 유지했다.
- 실리콘 밸리 납세자 협회, Inc. 대 산타클라라 카운티 오픈 스페이스 관리청 (2008):[65] 대법원은 주민 발의안 218호 ("세금에 대한 투표권 법") 사건에서 지방 기관의 특별 평가 채택에 대한 입법 결정을 검토할 때 법원이 독립적인 판단을 행사해야 한다고 만장일치로 판결했다. 주민 발의안 218호가 법이 되기 전의 매우 우대적인 검토 기준은 권력 분립에 기반을 두고 있었다. 주민 발의안 218호의 헌법 조항이 권력 분립 원칙과 동등한 효력을 가졌기 때문에, 더 이상 지방 기관이 주민 발의안 218호에 따른 평가를 규율하는 헌법 조항을 해석하고 적용하는 사법 기능을 찬탈하는 것을 정당화하지 못했다.
- 피플 대 디아즈 (2011):[66] 대법원은 합법적인 체포에 수반되는 휴대전화 정보에 대한 영장 없는 수색이 유효하다고 판결했다. (디아즈 판결은 결국 라일리 대 캘리포니아 사건에서 미국 대법원에 의해 번복되었다.)
- 다이내믹스 대 고등법원 (2018):[67] 대법원은 ABC 테스트를 위해 통제 테스트를 포기하고 처음으로 긱 이코노미 노동자를 직원으로 판결했다. 칸틸-사카우예 최고법원장이 이 중요한 판결을 작성했다. 이는 AB5로 이어져 공식화되고 동시에 소급 적용되었다.

## 주목할 만한 전 대법관
- 세라누스 클린턴 헤이스팅스, 최고법원장 (1850–1852) (초대 최고법원장, UC 로스쿨 SF 설립)
- 솔로몬 헤이든펠트, 부판사 (1852–1857) (국민 직접 투표로 선출된 최초의 유대인 대법관)[68]
- 데이비드 S. 테리, 최고법원장 (1857–1859) (후임자 스티븐 필드를 암살하려다 피살됨)
- 스티븐 J. 필드, 최고법원장 (1859–1863) (링컨 대통령에 의해 미국 대법원에 임명됨)
- 애디슨 나일스, 부판사 (1872–1880)
- 커티스 D. 윌버, 최고법원장 (1923–1924) (쿨리지 대통령에 의해 미국 해군장관으로 임명됨)
- 매튜 토브리너, 부판사 (1962–1982)
- 로저 J. 트레이너, 최고법원장 (1964–1970), 부판사 (1940–1964) (존경받는 법학자; 일반적으로 대법원 역사상 가장 위대한 대법관으로 평가됨)
- 스탠리 모스크, 부판사 (1964–2001) (가장 오래 재직한 대법관)
- 와일리 W. 마누엘, 부판사 (1977–1981) (대법원 최초의 아프리카계 미국인; 프로 보노 활동으로 잘 알려져 있음)
- 로즈 E. 버드, 최고법원장 (1977–1987) (대법원 최초의 여성; 유권자들에게 재임되지 못한 유일한 최고법원장)
- 오토 카우스, 부판사 (1981–1985)
- 앨런 브루사르, 부판사 (1981–1991)
- 크루즈 레이노소, 부판사 (1982–1987) (대법원 최초의 라틴계)
- 재니스 로저스 브라운, 부판사 (1996–2005) (조지 W. 부시 대통령에 의해 컬럼비아 특별구 항소법원에 임명됨)
- 로널드 M. 조지, 최고법원장 (1996–2011), 부판사 (1991–1996)
- 마리아노-플로렌티노 쿠엘라르, 부판사 (2015–2021) (카네기 국제평화재단 회장 및 윌리엄 앤 플로라 휴렛 재단 이사회 의장으로 임명됨)
- 타니 칸틸-사카우예, 최고법원장 (2011–2023) (최초의 아시아계 미국인 최고법원장)

## 최고법원장 목록
| #  | 이름                       | 사진 | 재직 기간 |
| -- | -------------------------- | ---- | --------- |
| 1  | 세라누스 클린턴 헤이스팅스 |      | 1849–1851 |
| 2  | 헨리 A. 라이언스           |      | 1852      |
| 3  | 휴 C. 머레이               |      | 1852–1857 |
| 4  | 데이비드 S. 테리           |      | 1857–1859 |
| 5  | 스티븐 J. 필드             |      | 1859–1863 |
| 6  | W. W. 코프                 |      | 1863–1864 |
| 7  | 사일러스 W. 샌더슨         |      | 1864–1866 |
| 8  | 존 커리                    |      | 1866–1868 |
| 9  | 로렌조 소여                |      | 1868–1870 |
| 10 | 어거스터스 L. 로즈         |      | 1870–1872 |
| 11 | 로열 T. 스프라그           |      | 1872      |
| 12 | 윌리엄 T. 월러스           |      | 1872–1879 |
| 13 | 로버트 F. 모리슨           |      | 1879–1887 |
| 14 | 나일스 설스                |      | 1887–1889 |
| 15 | 윌리엄 H. 비티             |      | 1889–1914 |
| 16 | 매트 I. 설리번             |      | 1914–1915 |
| 17 | 프랭크 M. 앤젤로티         |      | 1915–1921 |
| 18 | 뤼시앙 쇼                  |      | 1921–1923 |
| 19 | 커티스 D. 윌버             |      | 1923–1924 |
| 20 | 루이스 W. 마이어스         |      | 1924–1926 |
| 21 | 윌리엄 H. 웨이스트         |      | 1926–1940 |
| 22 | 필 S. 깁슨                 |      | 1940–1964 |
| 23 | 로저 J. 트레이너           |      | 1964–1970 |
| 24 | 도널드 R. 라이트           |      | 1970–1977 |
| 25 | 로즈 엘리자베스 버드       |      | 1977–1987 |
| 26 | 맬컴 M. 루카스             |      | 1987–1996 |
| 27 | 로널드 M. 조지             |      | 1996–2011 |
| 28 | 타니 칸틸-사카우예         |      | 2011–2023 |
| 29 | 패트리샤 게레로            |      | 2023–현재 |

## 같이 보기
- 캘리포니아주 사법부
- 캘리포니아 사법평의회
- 캘리포니아주의 탄핵
- 캘리포니아 대법원 역사 학회 - 역사 연구를 수행하는 비영리 단체